# Terme Šmarješke Toplice
Terme Šmarješke Toplice so zdravilišče v naselju Šmarješke Toplice na Dolenjskem.

## Geografija
Zdravilišče je od Novega mesta oddaljeno 12 km. Kraj leži na nadmorski višini 169 mnm, sredi bukovih in smrekovih gozdov ter travnikov, mirnost okolja in blagodejnost klime pa še dopolnjujeta zdravilne učinke vrelca, ki ima 34ºC in je oplemeniten z ogljikovim dioksidom, magnezijem, kalcijem in kalijem.

## Zgodovina
Okolica Šmarjeških Toplic je bila naseljena že v prazgodovini, o čemer pričajo izkopane najdbe v osemdesetih letih dvajsetega stoletja. Največ gomil so našli pod Vinjim Vrhom in blizu Bele Cerkve.
Šmarješke Toplice so bile vse do konca 18. stoletja znane samo domačinom, saj niso bile urejene kot zdravilišče. Prav zato so se v Šmarjeških Toplicah kopali večinoma okoliški kmetje. Sem so včasih prihajali tudi meščani Novega mesta in lastniki bližnjih gradov.
Ker niso bile znane, so zelo dolgo obdržale prvotno ime »Jezerske Toplice«. Ime so dobile zaradi močvirnate zemlje. Ob izvirih termalne vode pa se je naredilo manjše jezerce.
Širši javnosti jih je prvi predstavil Franc Anton Breckerfeld, lastnik Starega gradu in zgodovinar, ki je na Dolenjskem nadaljeval Valvasorjevo delo. Breckerfeld je napisal knjigo »Poročilo o toplicah ali Jezerske Toplice na Spodnjem Kranjskem«. Takole pravi: »V dolini ob vznožju starograjskega gozdnatega griča Orleka, nasproti barja, blizu razvalin davno razpadlega gradu Štrlek, izvirajo iz peščene zemlje topli vrelci, katerih koristno delovanje že dolgo let služi ljudem. Izvirska voda ima zdravilno moč: razredči in pospeši krvni obtok, okrepi živce in deluje ugodno na živčne bolezni, pomaga pri ohromelosti, oteklinah, bolečih sklepih, skorbutu. Pri teh boleznih se pojavljajo večkrat tudi čudeži.«
Od leta 1791 naprej se je vpisal sleherni gost kopališča, na katerega je kopanje ugodno vplivalo.
V 19. stoletju so bili lastniki kopališča grofje Margheri-Commandona, lastniki Starega gradu, ki so ob kopelih postavili leseno uto. Naslednji lastniki pa so dno kopeli obložili z lesenimi deskami. Leta 1913 je kopališče kupil Alojzij Zajec iz Bele Cerkve. Postavil je dvoje kopališč in zgornje preuredil. Leta 1922 je bila nad vrelcem sezidana kopališka stavba, na koncu doline pa so postavili nepokriti leseni bazen, velikosti 9 x 9 metrov. S ponovno menjavo lastnika leta 1926 je kopališče za tiste čase doživelo velik napredek. Odkupila ga je družina dr. Gregoriča iz Novega mesta. Napeljali so vodovod in elektriko ter obnovili gostilno in mlin.
Kopališča so dobila svoja imena: Marijina kopel (sedanji leseni bazen), Aleksandrova kopel (večja zaprta kopel) in Petrova kopel (manjša zaprta kopel). Ob bazenih so bile kabine za goste. Leta 1938 preidejo toplice v roke dr. Šariča, lastnika zdravilišča Radenci. Z odkupom zemljišč je združil v celoto vso sedanjo okoliško zemljo zdravilišča. Dr. Šarič je tudi dozidal tedanjo hišo v večji  gostinski objekt na mestu, kjer je še danes hotel. Med drugo svetovno vojno je bila stavba razdejana. Italijani so tu nameravali postaviti svojo postojanko, a jim je to uspelo le za kratek čas. Toplice so bile kmalu osvobojene.
Po drugi svetovni vojni so stavbe postopoma obnavljali, zdravilišče prilagajali sodobnejšim turističnim zahtevam in sčasoma zgradili velike odprte termalne bazene. Leta 1956 so toplice postale zdravstvena ustanova kot zdravilišče. Obnovili so hotel, prenovili bazene, uredili park, okolico potoka in ostalo. Leta 1973 so skupaj z Zdraviliščem Dolenjske Toplice prešle pod okrilje Tovarne zdravil Krka. Začelo se je obdobje razvoja zdravstvene dejavnosti in njene ožje usmerjenosti po indikacijskih področjih.
Kronologija izgradnje in obnov hotelov in kopališč:

Hotel Toplice - zgrajen tik pred 2.sv.vojno, ko je bil lastnik dr. Šarič, in je bil med vojno močno poškodovan. Večkrat obnovljen, nazadnje 1998

Hotel Krka - zgrajen 1982 , obnovljen 2006 in preimenovan v Hotel Šmarjeta

Hotel Šmarjeta - zgrajen 1991 , obnovljen 2006

Hotel Vitarium - zgrajen 2006

Notranji bazen - prvi bazen zgrajen 1982, drugi 1992 , leta 2006 zgrajen izplavni bazen

Zunanji bazeni - športni bazen zgrajen 1972 in obnovljen 1994, leseni je bil obnovljen leta 2010.

## Zdravilišče
- Naravno zdravilno sredstvo

Prvi pisni viri o zdravilnosti vode v Termah Šmarješke Toplice so stari 200 let. Zdravilni učinek ima vrelec, kjer ima voda 32 0C. Termalna voda je hipoakratoterma in je oplemenitena s kalcijem, magnezijem in kloridom.
- Indikacije

Danes so Terme Šmarješke Toplice sodoben center za rehabilitacijo in zdravljenje bolezni srca in ožilja, bolezni in poškodbe lokomotornega sistema, bolezni centralnega in perifernega živčevja, rehabilitacijo športnikov in bolnikov s športnimi poškodbami
- Kontraindikacije

Akutne nalezljive bolezni, akutna vnetja in akutne dekompenzacije organskih sistemov.

## Nastanitev
Gostje, ki so nastanjeni v hotelih Vitarium, Šmarjeta, Toplice in Vili Ana imajo na voljo sodobno opremljene sobe visokih kategorij, najsodobnejši medicinski wellness center Vitarium Spa&Clinique ter široko ponudbo športnih in sprostitvenih aktivnosti.